# Иван Трифонов (химик)
Иван Йорданов Трифонов е български професор, химик, един от основателите на Висшето техническо училище.
Иван Трифонов е роден на 31 октомври 1897 г. в София. Син е на академика Юрдан Трифонов и брат на генерала Трифон Трифонов. Завършва Първа софийска мъжка гимназия – полукласически отдел през 1916 г. Следва химия в Софийския университет от 1919 до 1922 г. От 9 март 1922 г. е асистент, от 21 април 1925 г. е редовен доцент, от 7 юни 1930 г. е извънреден професор, а от 20 декември 1935 г. е редовен професор по технологична химия. През учебната 1935/36 г. е декан на физико-математическия факултет. В периода 1929 – 1930 г. е научен гост в Института по изучаване на въглища „Кайзер Вилхелм“ в Бреслау, Германия. Издава около 40 научни труда, засягащи основно развитието на металургията в България.
През 1942 г. става един от основателите на Висшето техническо училище в София. След Деветосептемврийския преврат през 1944 г. професор Иван Трифонов е отстранен за един семестър от физико-математическия факултет и поставен „под наблюдение“. През май 1948 г. е издигната кандидатурата му за член-кореспондент от професорите Георги Ранков и Ростислав Каишев. Няколко месеца по-късно те изготвят напълно отрицателни рецензии за издигнатия от тях кандидат. Впоследствие Комитетът за наука, изкуство и култура отсъжда срещу кандидатурата му.